# (262705) Vosne-Romanée
(262705) Vosne-Romanée est un astéroïde de la ceinture principale.

## Description
(262705) Vosne-Romanée est un astéroïde de la ceinture principale. Il fut découvert le 14 décembre 2006 à Vicques par Michel Ory. Il présente une orbite caractérisée par un demi-grand axe de 2,41 UA, une excentricité de 0,14 et une inclinaison de 3,5° par rapport à l'écliptique.
Il est nommé d'après le village bourguignon de Vosne-Romanée.